# ابن واصل
ابن واصل (1208 - 1298م) مؤرخ وأديب ومفكر عربي، وهو أبوعبد الله محمد بن سالم بن نصر الله المازني التميمي الحموي الشافعي والملقب بـ «ابن واصل الحموي.» وُلد في حماة وتوفي سنة 697 هجرية. عَنِي بالأدب والتاريخ وعمل قاضيآ وأديباً.
يقول عنه شيخ الإسلام ابن تيمية في الفتاوى: «وَكَانَ مِنْ فُضَلَاءِ الْمُتَأَخِّرِينَ وَأَبْرَعِهِمْ فِي الْفَلْسَفَةِ وَالْكَلَامِ: (ابْنُ وَاصِلٍ الحموي) كَانَ يَقُولُ: أَسْتَلْقِي عَلَى قَفَايَ وَأَضَعُ الْمِلْحَفَةَ عَلَى نِصْفِ وَجْهِي ثُمَّ أَذْكُرُ الْمَقَالَاتِ وَحُجَجَ هَؤُلَاءِ وَهَؤُلَاءِ وَاعْتِرَاضَ هَؤُلَاءِ وَهَؤُلَاء حَتَّى يَطْلُعَ الْفَجْرُ وَلَمْ يَتَرَجَّحْ عِنْدِي شَيْء»، وَلِهَذَا أَنْشَدَ (الخطابي):

## مؤلفاته
1. مفرج الكروب في أخبار بني أيوب (عن الدولة الايوبية)؛
2. تجريد الأغاني؛
3. نخبة الفكر في المنطق.